# Mega Victoria
Le Mega Victoria est un cruise-ferry du groupe Corsica Ferries - Sardinia Ferries. Construit de 1986 à 1988 aux chantiers BrodoSplit de Split en Yougoslavie (actuelle Croatie) pour la compagnie finlandaise SF-Line, il était à l'origine baptisé Amorella. Mis en service en octobre 1988 sur les lignes du réseau Viking Line entre la Finlande, l'archipel d'Åland et la Suède, il restera exploité sur cet axe durant 34 ans avant d'être remplacé au sein de la flotte par le cruise-ferry Viking Glory. Vendu en août 2022 à la compagnie franco-italienne Corsica Ferries, il est rebaptisé Mega Victoria et inséré à la fin du mois de mai 2023 sur les liaisons reliant le continent italien et français à la Corse ainsi que la Sardaigne et les Baléares.

## Histoire

### Origines et construction
Dans les années 1980, la rude concurrence entre les consortium rivaux Viking Line et Silja Line est plus que jamais effective sur les lignes reliant la Finlande à la Suède. Depuis le début de la décennie, les différents armateurs se livrant une véritable course au tonnage et au luxe ont successivement mis en service de gigantesques cruise-ferries sur les lignes Turku - Mariehamn - Stockholm et Helsinki - Stockholm. Sur cette dernière, les compagnies du réseau Viking Line, Rederi Ab Slite et SF-Line étaient parvenues à surpasser Silja Line avec la mise en service des imposants Mariella et Olympia entre 1985 et 1986. Fragilisée cependant en raison des difficultés financières de Rederi Ab Sally, troisième actionnaire du groupe, Viking Line envisage de renouveler sa flotte en service sur ses lignes phares de l'archipel finlandais Turku - Mariehamn - Stockholm et Naantali - Mariehamn - Kapellskär, et à l'occasion s'aligner, voir détrôner leurs concurrents directs, les sister-ships Svea et Wellamo de Silja Line. Ainsi, entre 1986 et 1989, SF-Line et Slite passent chacune commande de trois navires, quatre destinés aux lignes de l'archipel finlandais et deux pour la liaison Helsinki - Stockholm.
Parmi les contrats de constructions de SF-Line, deux d'entre eux portent sur la réalisation de deux navires jumeaux par les chantiers yougoslaves BrodoSplit de Split. Baptisés Amorella et Isabella, ils reprennent les caractéristiques principales du Mariella et de l‘Olympia ainsi qu'une apparence similaire. Ils affichent toutefois des lignes plus arrondies, là où leurs aînés arborent une apparence très anguleuse, ainsi qu'une disposition légèrement différente des aménagements intérieurs.
Commandé le 3 février 1986, l‘Amorella est mis sur cale le 31 octobre et lancé le 18 juillet 1987. Initialement prévue pour mars 1988, sa livraison à SF-Line intervient finalement le 28 septembre après presque un an de finitions.

### Service

#### Viking Line (1988-2022)
Peu après sa livraison, l‘Amorella quitte Split le 1er octobre 1988 pour rejoindre la mer Baltique. Arrivé en Finlande le 12 octobre, il est tout d'abord présenté au public à Helsinki puis commence ses rotations entre Turku, Mariehamn et Stockholm le 14 octobre. Il se substitue sur cet axe au ferry Rosella qui est ainsi transféré entre Naantali, Mariehamn et Kapellskär.
Le 1er février 1993 vers 6h30, le navire talonne le fond alors qu'il navigue dans l'archipel de Stockholm. Le choc endommage la coque sur plusieurs mètres au niveau des réservoirs et des ballasts et provoque également des voies d'eau mineures. L‘Amorella parvient cependant à rejoindre Stockholm par ses propres moyens, laissant s'échapper au passage quelques litres d'hydrocarbures. Par mesure de sécurité, les passagers occupant les cabines du pont 2 sont évacués vers les ponts supérieurs. À l'arrivée à Stockholm, les pompiers sont appelés en renfort afin d'évacuer l'eau s'étant infiltré dans le navire. Celui-ci quittera finalement la Suède dans l'après-midi pour rejoindre la cale sèche de Naantali.
Le 27 février 1995, un début d'incendie est repéré dans une cabine mais rapidement éteint par l'équipage. Cette même année, SF-Line, unique actionnaire de Viking Line depuis la liquidation de Rederi Ab Slite, fusionne avec sa propre filiale. Le navire, de même que le reste de la flotte devient ainsi la propriété de Viking Line.

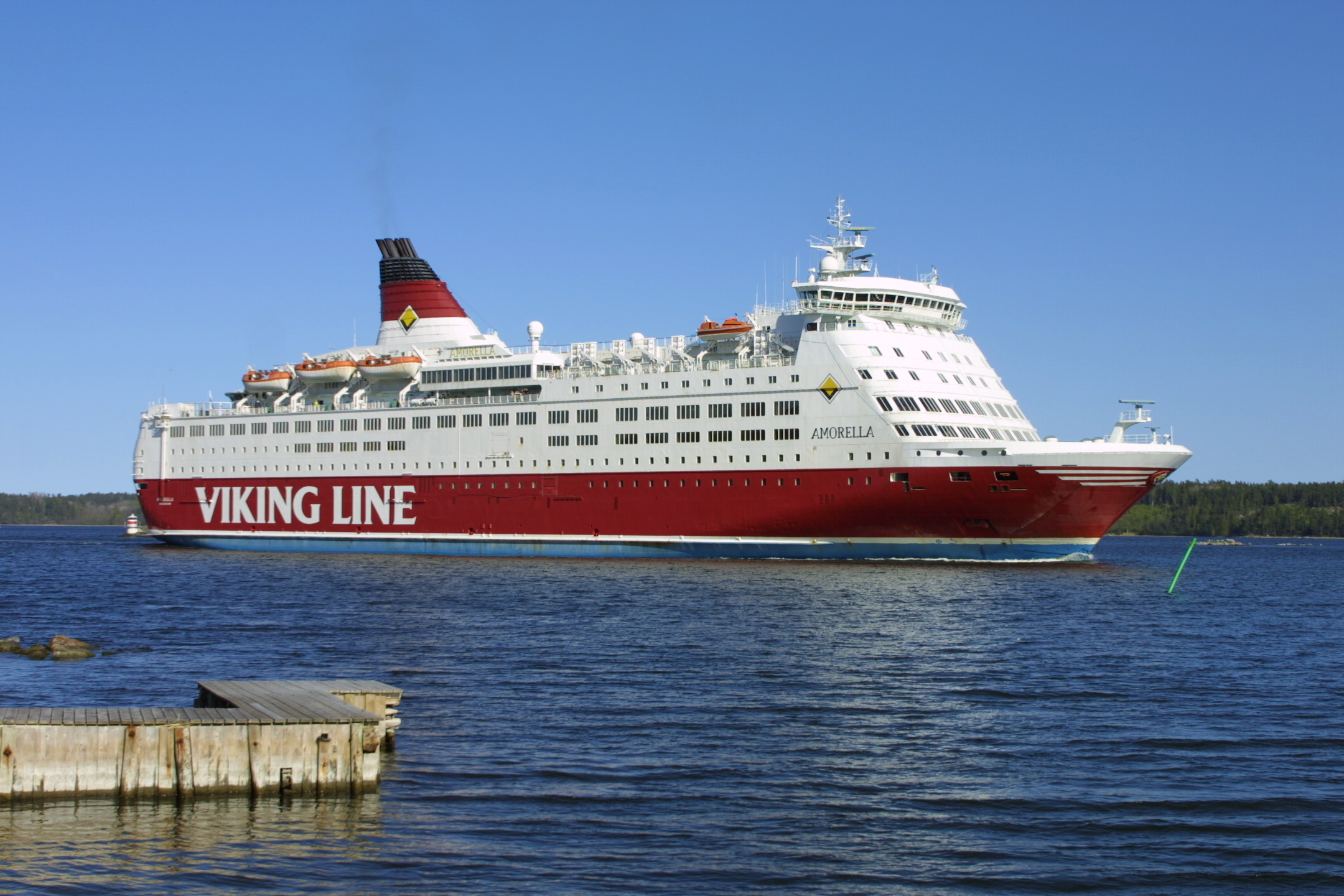
L‘Amorella en 2002.

Le 10 octobre 2001, alors qu'il navigue entre Turku et Stockholm, un nouvel incendie se déclare dans une cabine, mais est là aussi éteint par l'équipage sans faire plus de dégâts. Le navire connaîtra un autre incendie le 19 avril 2005, cette fois-ci provoqué par l'embrasement d'un véhicule stationné au pont garage 5. Il sera, comme les précédents, maîtrisé et éteint très rapidement.
Le 8 août 2008, alors que l‘Amorella se trouve dans l'archipel de Stockholm, un passager se jette volontairement par-dessus bord au niveau de l'île de Yxlan. L'équipage prévient alors immédiatement les secours tandis que le passager parvient à rejoindre l'île à la nage. Il s'avèrera plus tard que cet incident était en réalité le gage d'un pari.
Le 4 mars 2010, l‘Amorella et plusieurs autres navires se retrouvent piégés dans couche de glace particulièrement épaisse, ce qui nécessite l'intervention d'un brise-glace qui s'affaire alors à libérer le passage pour permettre aux navires de poursuivre leur route. Au cours de cette manœuvre, l‘Amorella est abordé accidentellement par le cargo mixte Finnfellow de la compagnie Finnlines, occasionnant quelques tôles froissées au niveau de l'arrière bâbord du cruise-ferry. Malgré la violence du choc, aucun passager n'a été blessé sur les deux navires.
En 2013, en prévision de l'arrivée du Viking Grace, sa livrée est légèrement modifiée et intègre désormais des vaguelettes blanches sur le fond rouge de sa coque.
Le 14 décembre, alors qu'il navigue dans l'archipel d'Åland avec plus de 2 000 passagers à son bord, le navire est victime d'un black-out. Privé de tout moyen de propulsion, il s'échoue près de l'île de Hjulgrundet. Le choc avec le fond ouvre une brèche au niveau d'un des ballasts, mais ne provoque heureusement aucun déversement d'hydrocarbure. Après douze heures, l‘Amorella parvient à se dégager et rallier Mariehamn par ses propres moyens. Conduit à Rauma pour être réparé, il reprend son service le 22 décembre.
Le 6 janvier 2016, une fissure causée par les très faibles températures hivernales est détectée au niveau des superstructures. Les autorités finlandaises permettent toutefois au navire de prendre la mer. Une nouvelle inspection réalisée à son arrivée à Stockholm conduira cependant à son immobilisation. Des réparations provisoires sont alors effectuées le 8 janvier afin que l‘Amorella puisse reprendre son service. La fissure sera ensuite colmatée à Landskrona durant un passage du 27 janvier au 11 février. Au cours de cet arrêt des travaux sont également effectués au niveau des intérieurs avec la modernisation de la décoration et l'aménagement de nouvelles installations.

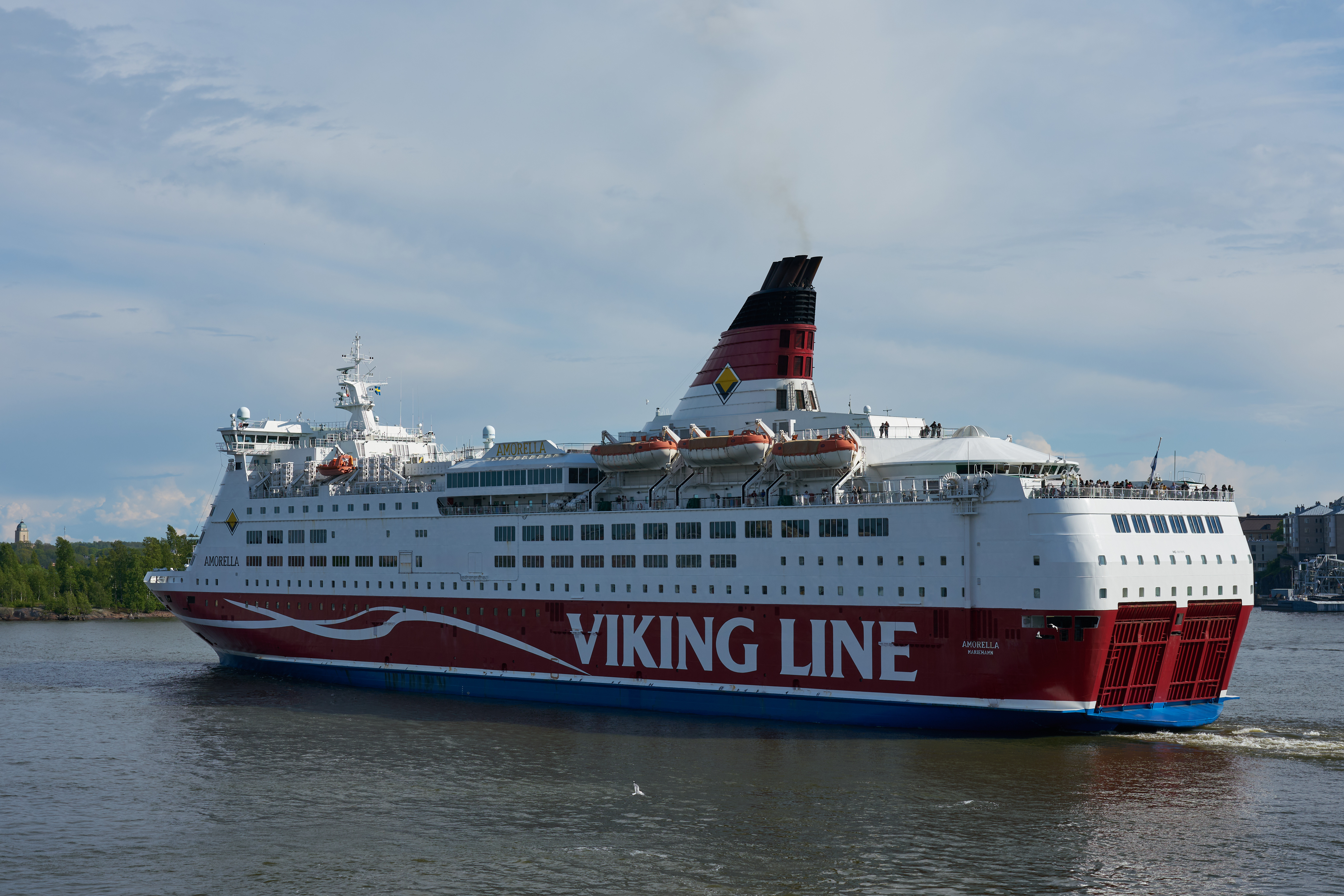
L’Amorella à Helsinki.

En 2020, malgré la crise sanitaire provoquée par la pandémie de Covid-19, les traversées entre Turku, Mariehamn et Stockholm assurées par l‘Amorella et le Viking Grace sont maintenues, contrairement à la plupart des lignes de la mer Baltique.
Le 20 septembre dans la matinée, alors qu'il se trouve dans l'archipel d'Åland avec à son bord 207 passagers, l'équipage constate une prise d'eau sous la ligne de flottaison. Afin d'éviter une perte de stabilité pouvant entraîner des conséquences plus graves, le commandant prend la décision d'échouer le navire près de l'île de Järsö. Évacués quelques heures plus tard, les passagers sont conduits à terre par des vedettes des gardes-frontières finlandais et débarqués à Svinö, au sud de Långnäs. L‘Amorella est quant à lui dégagé le 23 septembre avec l'aide du remorqueur estonien Jupiter et acheminé dans un premier temps à Långnäs où sont débarqués les véhicules et le fret. Il prend ensuite la direction du chantier Turku Repairyard de Naantali, escorté par les remorqueurs Jupiter, Kraft et Neptune. Les réparations se poursuivent alors jusqu'à la fin du mois d'octobre.
Le 1er mars 2022, le navire achève sa dernière rotation régulière sur la ligne Stockholm - Mariehamn - Turku au terme de 33 ans de service sur cet axe. Remplacé sur cet itinéraire ce même jour par le nouveau cruise-ferry Viking Glory, l‘Amorella est désarmé à Turku pour toute la durée du mois de mars. Initialement, depuis l'annonce de l'arrivée du Viking Glory, il était prévu que le navire quitte la flotte dès la mise en service de son successeur. Mais en raison de la vente du Mariella en mai 2021, la direction décide d'accorder un sursis à  l‘Amorella en l'employant sur la ligne Helsinki - Mariehamn - Stockholm aux côtés du Gabriella au moins jusqu'à la fin de l'année 2022. Ainsi, le navire est réarmé et effectue son premier appareillage de la capitale finlandaise dans la soirée du 1er avril. Le 5 août cependant, Viking Line annonce finalement avoir conclu la veille la vente du navire à la compagnie franco-italienne Corsica Ferries - Sardinia Ferries, qui avait déjà fait un an plus tôt l'acquisition du Mariella, pour la somme de 19,1 millions d'euros. La livraison du navire à son futur propriétaire étant prévue pour le mois d'octobre, les traversées qu'il devait effectuer en automne et en hiver sont en conséquence annulées. Le samedi 17 septembre à 16h30, l’Amorella appareille de Stockholm et quitte pour la dernière fois la Suède. Après avoir effectué une dernière escale à Mariehamn, son port d'attache, dans la soirée, le navire arrive à Helsinki le lendemain 18 septembre à 9h57, achevant ainsi son ultime traversée pour le compte de Viking Line. Retiré de la flotte, le cruise-ferry quitte définitivement la Finlande le 21 septembre à 20h46 pour rejoindre la Méditerranée avec à son bord un équipage de Viking Line composé de 22 marins,.

#### Corsica Ferries - Sardinia Ferries (depuis 2022)

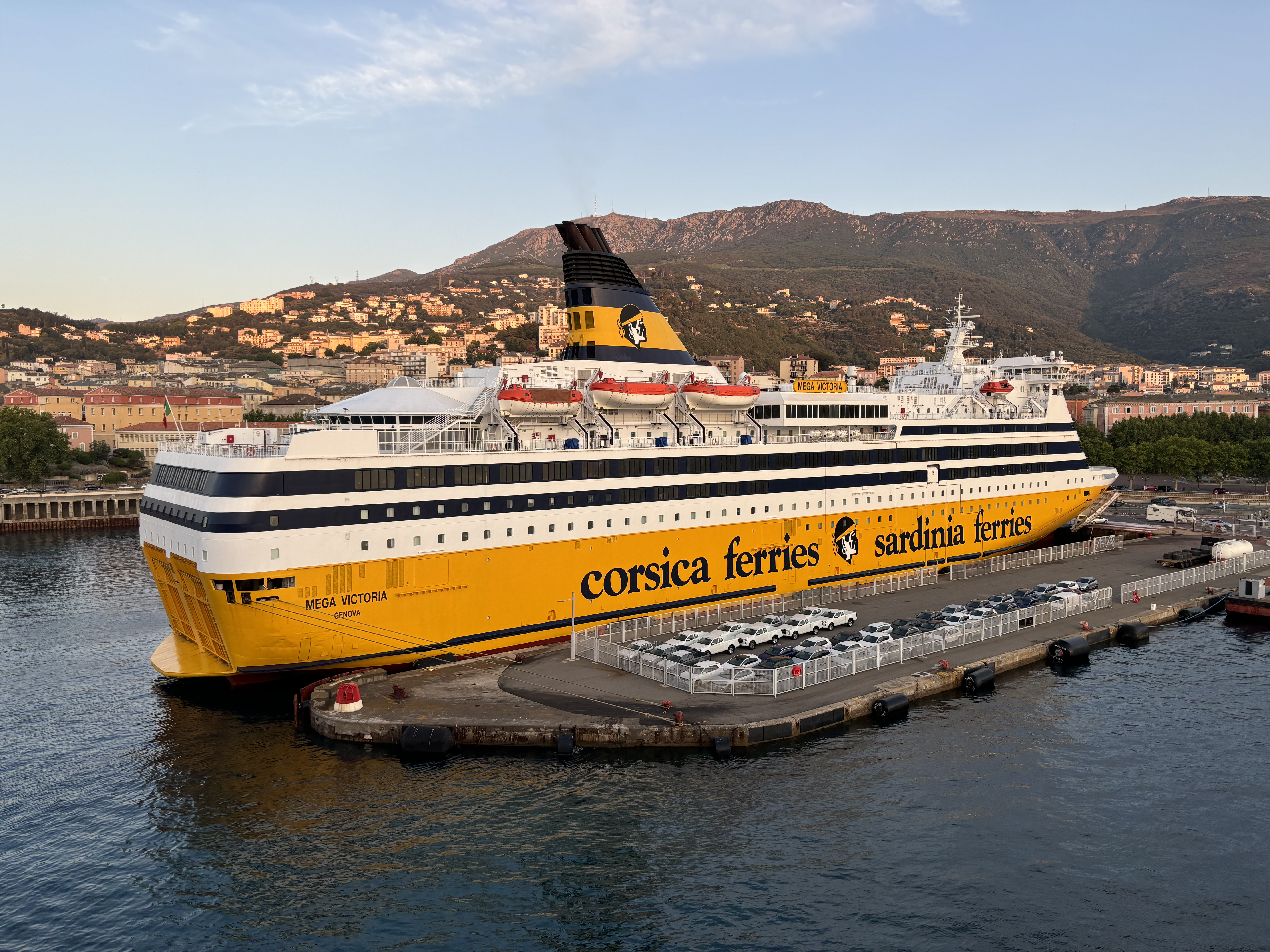
Le Mega Victoria à Bastia.

Après avoir navigué une dizaine de jours depuis la mer Baltique, l’Amorella arrive en Italie dans la matinée du 3 octobre 2022 et s'amarre le long du quai Guardiano dans l'enceinte des chantiers de Gênes aux alentours de 9h20,. Réceptionné par Corsica Ferries le 14 octobre, il est ensuite enregistré sous pavillon italien et prend officiellement le nom de Mega Victoria le 17 octobre. Transformé au cours des mois suivants, il est repeint aux couleurs de son nouveau propriétaire avec sa coque rouge d'origine repeinte en jaune et l'ajout de bandes bleues marine le long des ponts 7 et 8 ainsi qu'à l'avant du pont 9.
À l'issue de ces travaux, il rejoint Savone et appareille dans la soirée du 19 mai 2023 pour sa première traversée commerciale sous ses nouvelles couleurs à destination de Bastia. Le navire touche ainsi pour la première fois la Corse le lendemain tôt dans la matinée et effectue également dans la foulée sa première escale à Nice le 21 mai. La semaine suivante, le navire réalise son premier touché à Toulon dans la matinée du 27 mai avant d'appareiller peu après pour Ajaccio qu'il atteint dans l'après-midi. Il effectue par la suite sa première visite en Sardaigne en accostant à Porto Torres le 29 mai. Au cours de la saison d'été, le nouveau navire est essentiellement employé entre l'Italie et la Corse entre Savone, Bastia et L'Île-Rousse et effectue également des touchers réguliers sur Nice. Transféré au départ de Toulon à l'issue de la saison, il réalise plusieurs traversées vers Majorque en sus des rotations vers la Corse dont sa première escale à Alcúdia le 2 octobre.

## Aménagements
Le Mega Victoria possède 13 ponts. Les locaux passagers se situent sur la totalité des ponts 6 à 8 et une partie des ponts 5, 9, et 10 tandis que ceux de l'équipage occupent principalement les ponts 9 et 10. Les totalité des ponts 3 et 4, l'arrière du pont 5 sont pour leur part consacrés aux garages.

### Locaux communs
Sous les couleurs de Viking Line, l‘Amorella était équipé d'un grand nombre d'installations d'une qualité semblable à celles d'un navire de croisières. Situées en grande majorité sur les ponts 7 et 8, elles comptaient notamment un restaurant à la carte, un restaurant buffet, une cafétéria, quatre bars et des espaces commerciaux très développés.
Depuis le rachat du navire par Corsica Ferries, les installations du cruise-ferry sont organisées de la manière suivante :
- Dancing Palace : bar-spectacle situé sur le pont 8 à l'arrière du navire ;
- Lido Beach Bar : bar avec mezzanine situé à l'arrière sur le pont 9 ;
- Sweet Café : coffee shop situé sur le pont 8 au centre du navire ;
- Dolce Vita : restaurant à la carte situé au milieu bâbord du pont 8 ;
- Yellow’s : restaurant self-service situé au pont 8 à l'avant du navire ;
- Veranda : restaurant buffet située sur le pont 7 vers l'avant du navire ;

En plus de ces installations, le Mega Victoria dispose d'une boutique sur le pont 7. Au milieu du pont 10 se trouve un espace destiné aux conférences avec des salles offrant une vue panoramique. Enfin, un sauna se trouvait sur le pont 6 à l'avant du navire.

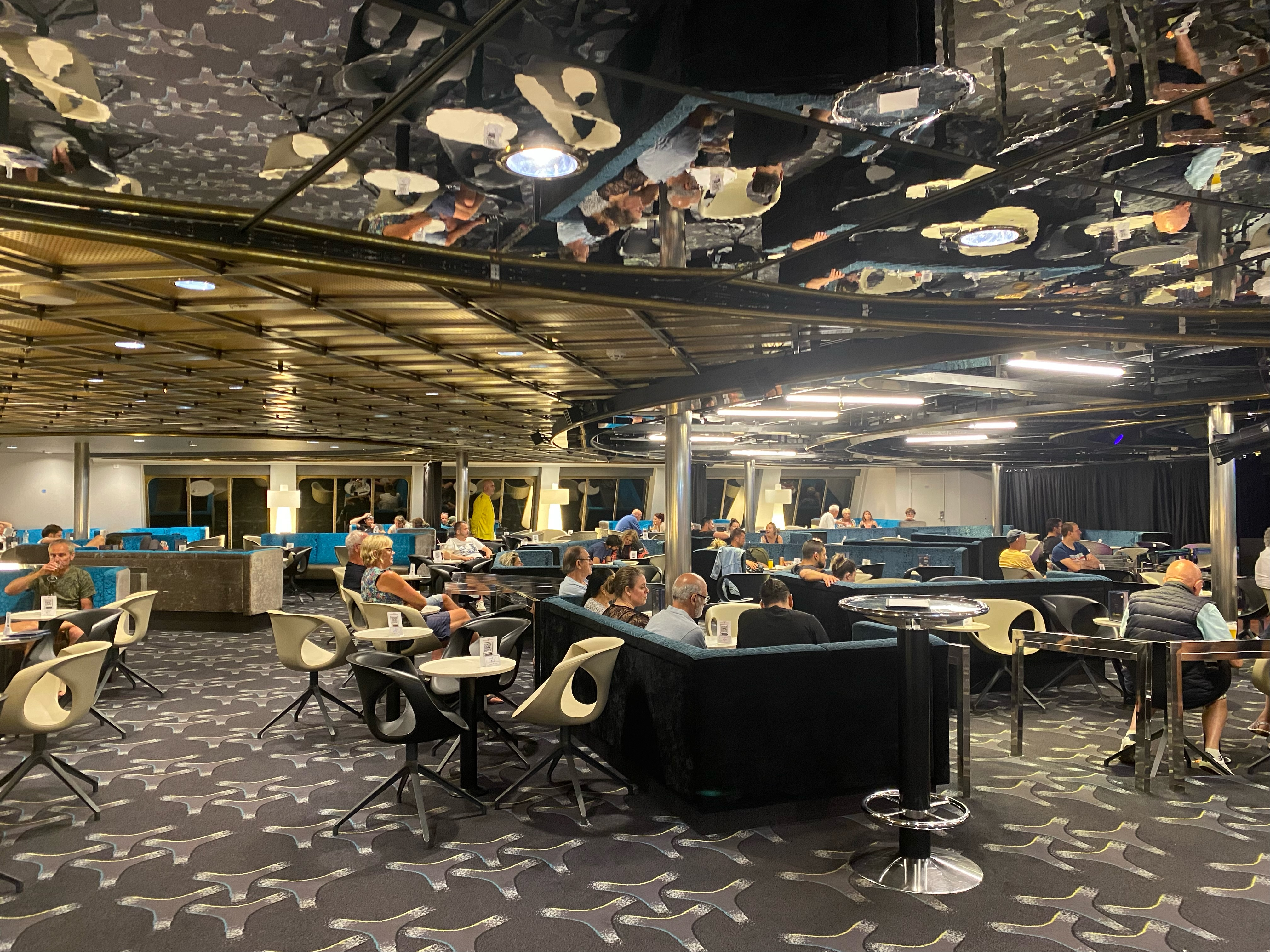
Bar Dancing Palace, à la poupe
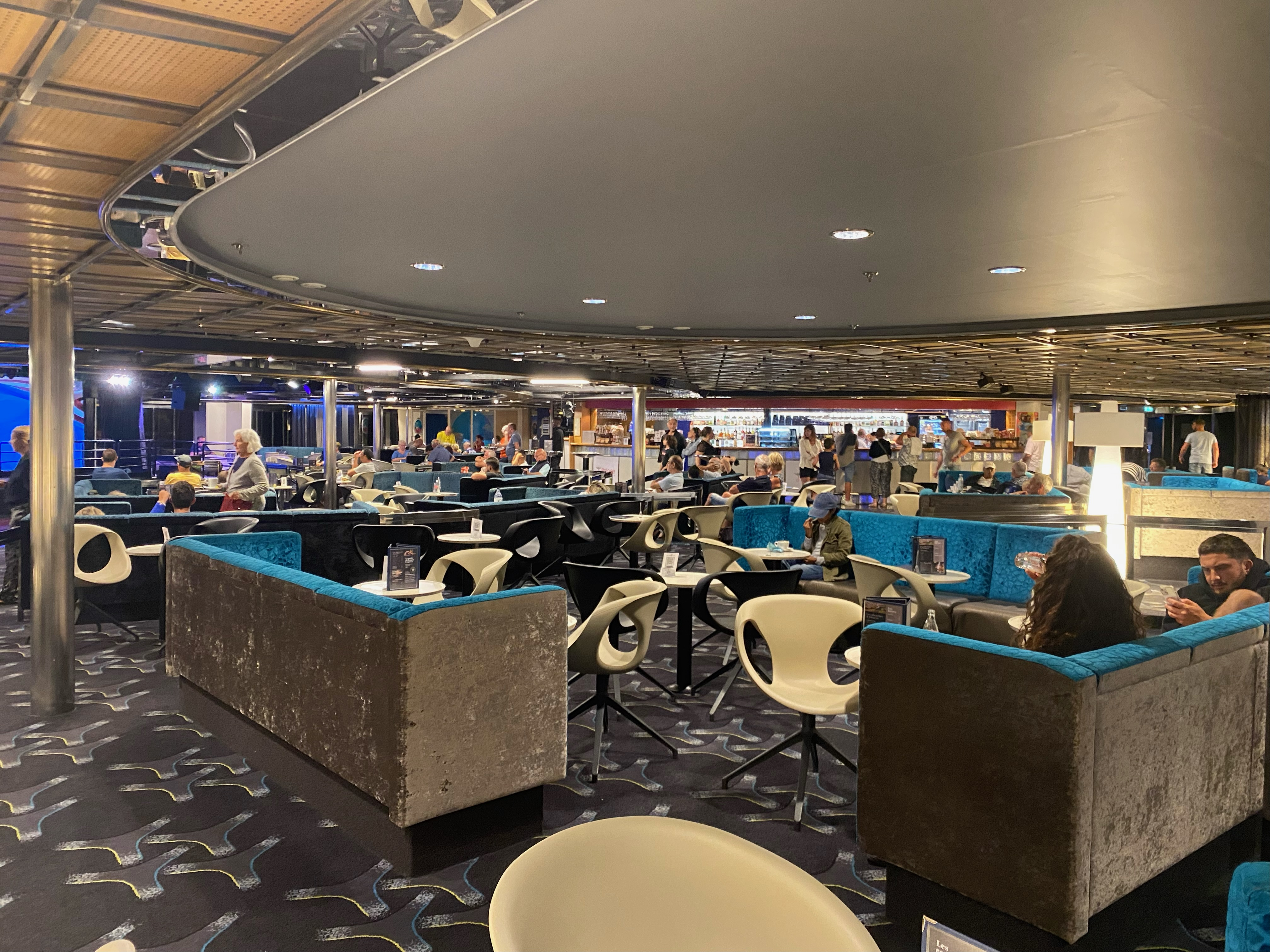
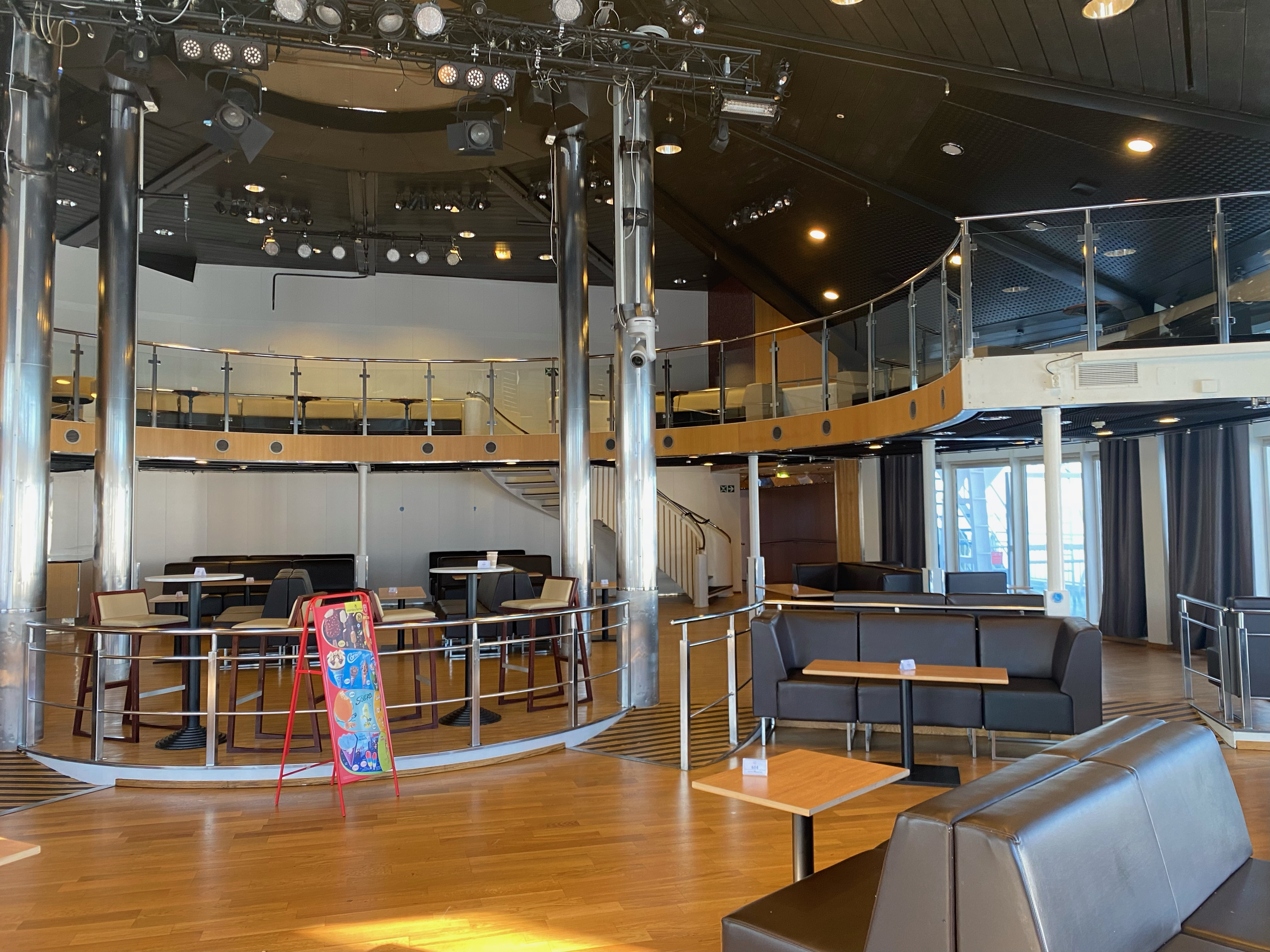
Lido Beach Bar
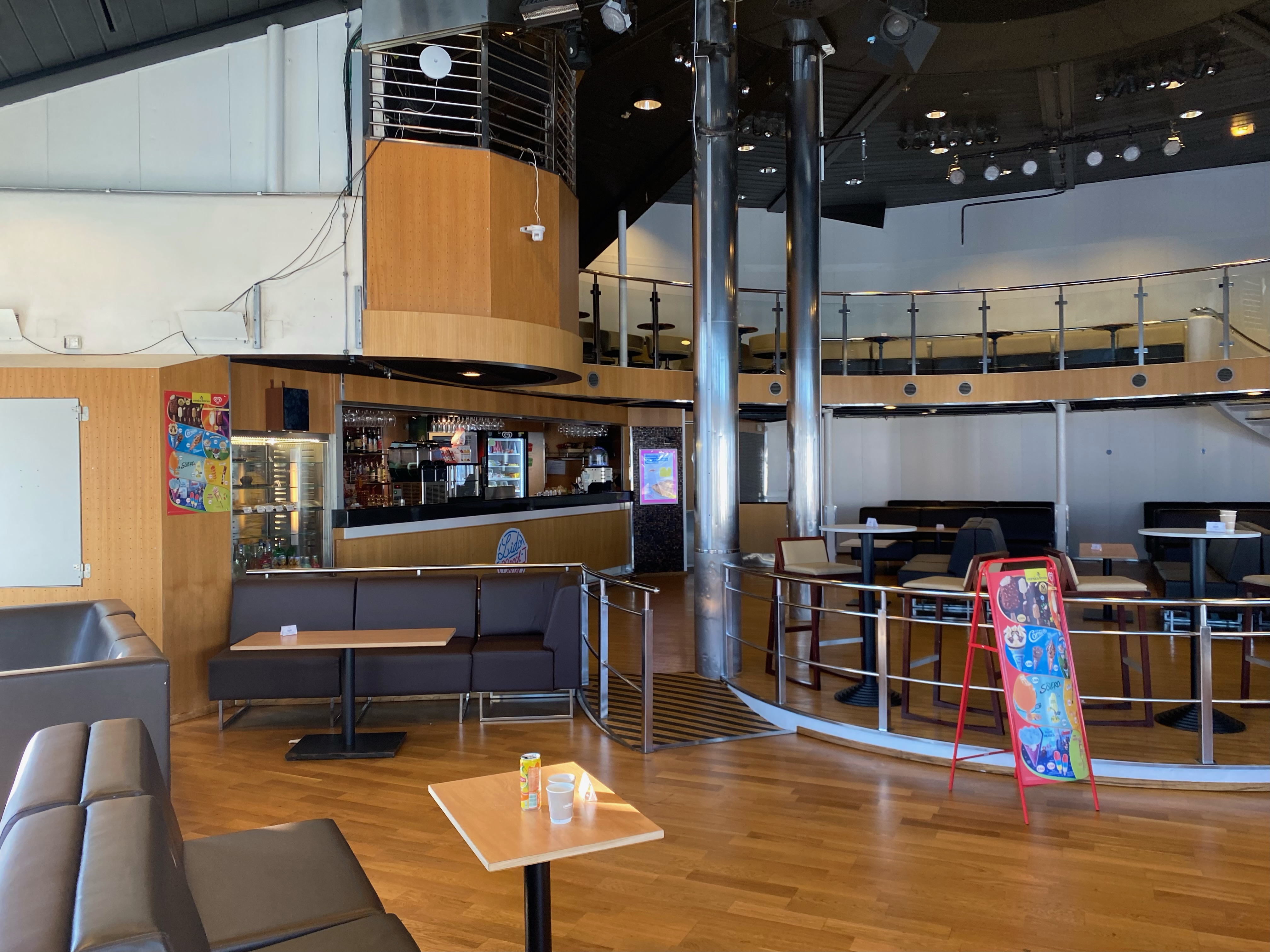
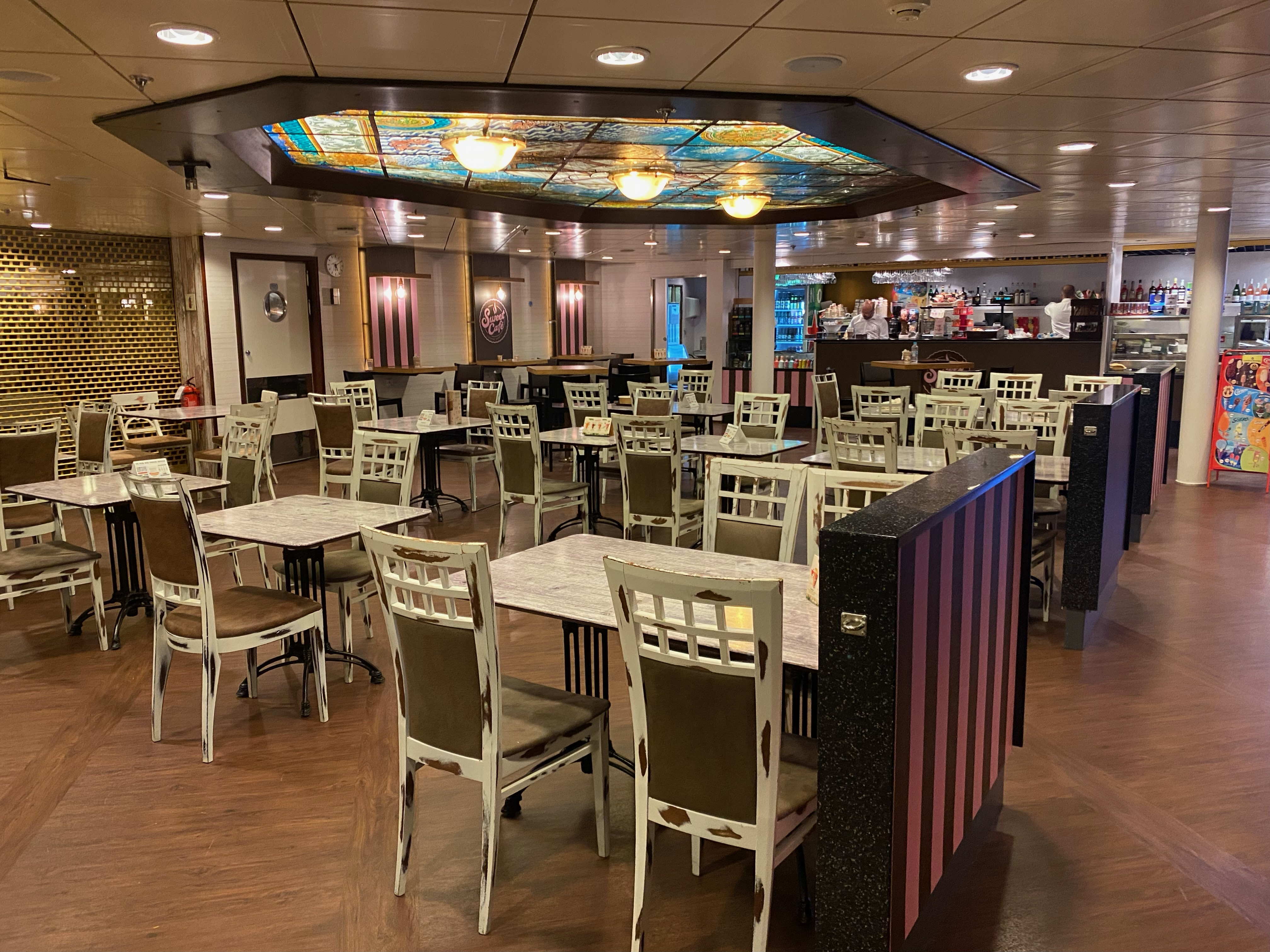
Coffee shop Sweet Café
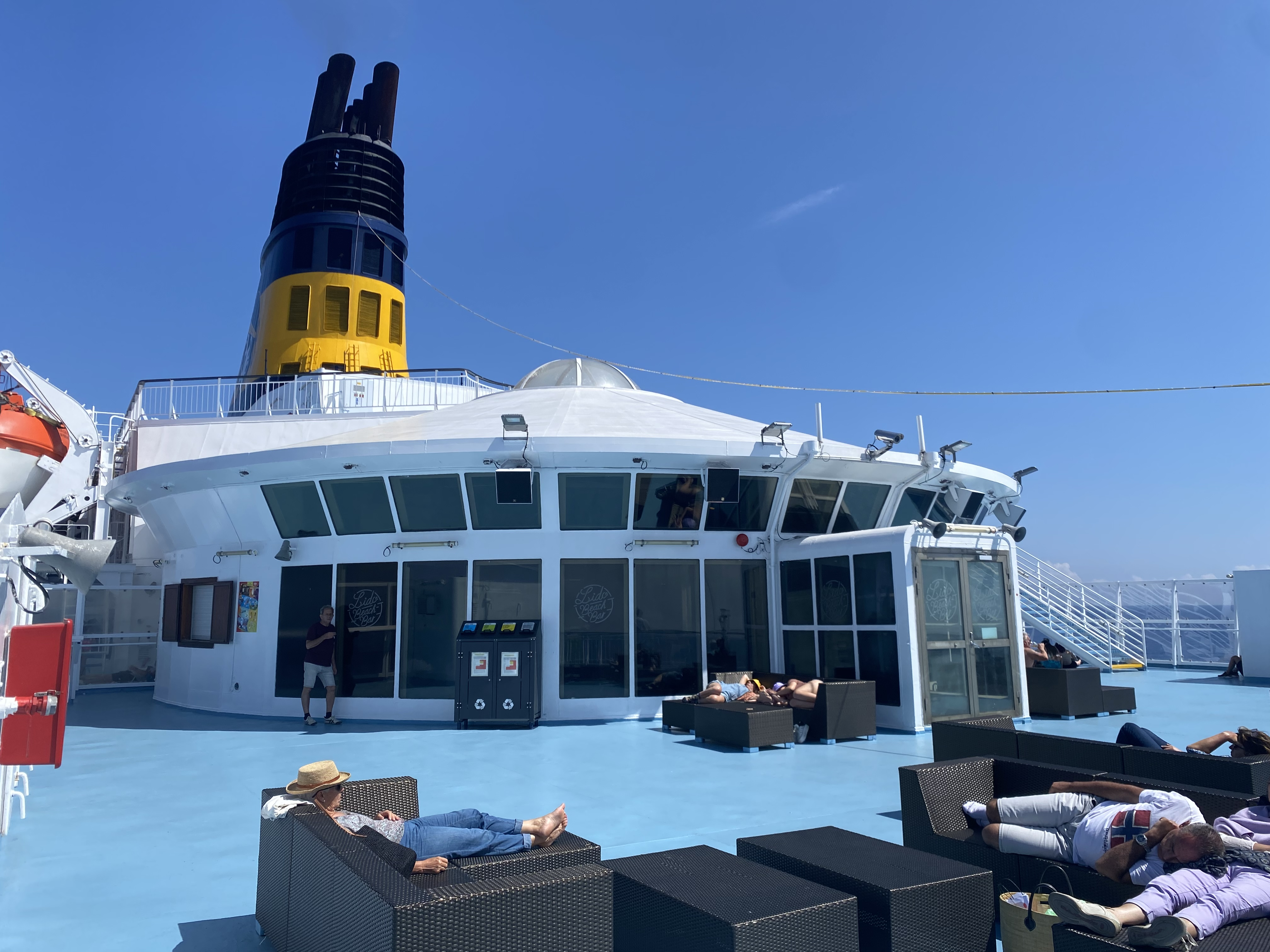
Bar extérieur sur la plage arrière
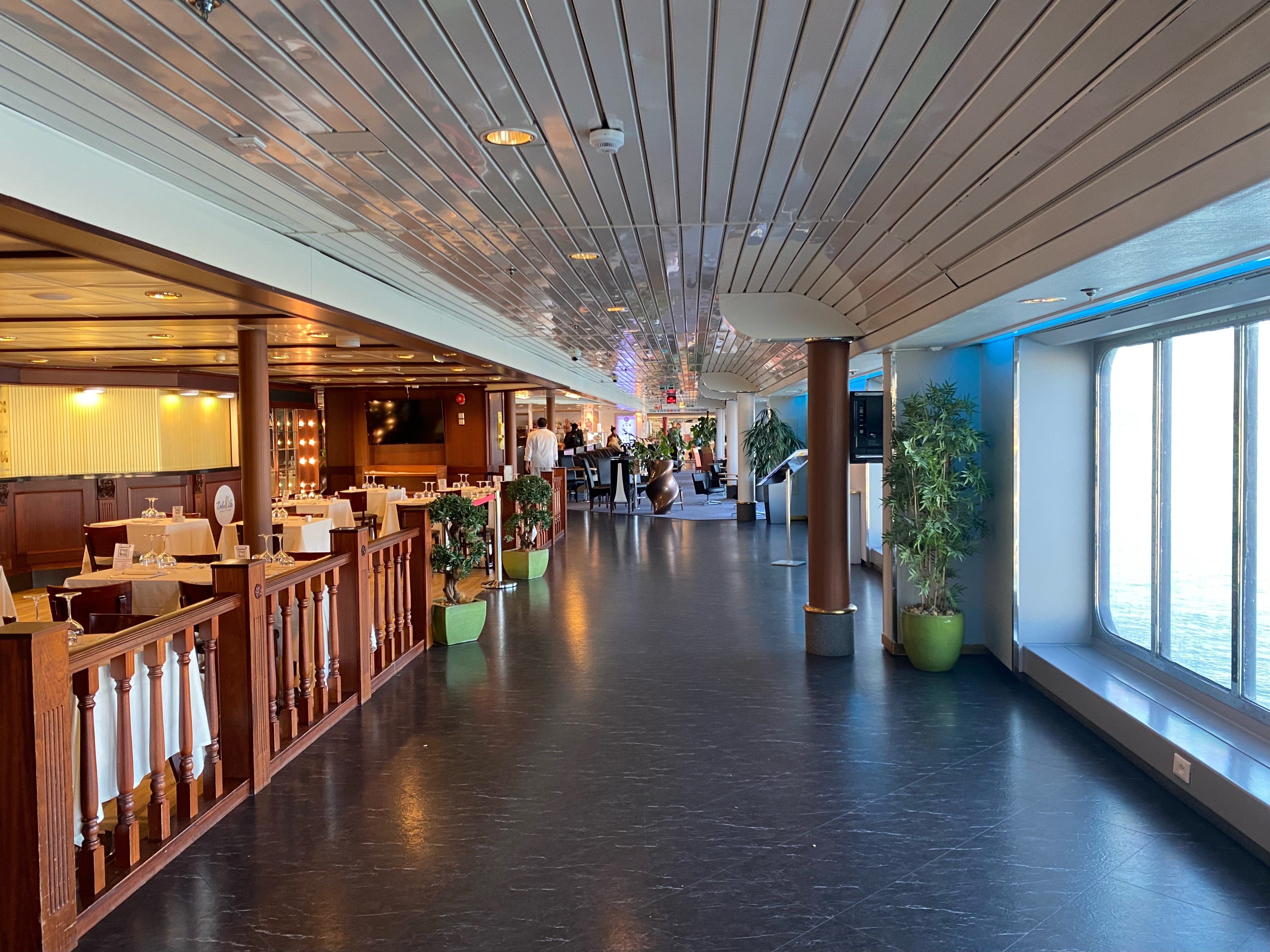
Promenade intérieure
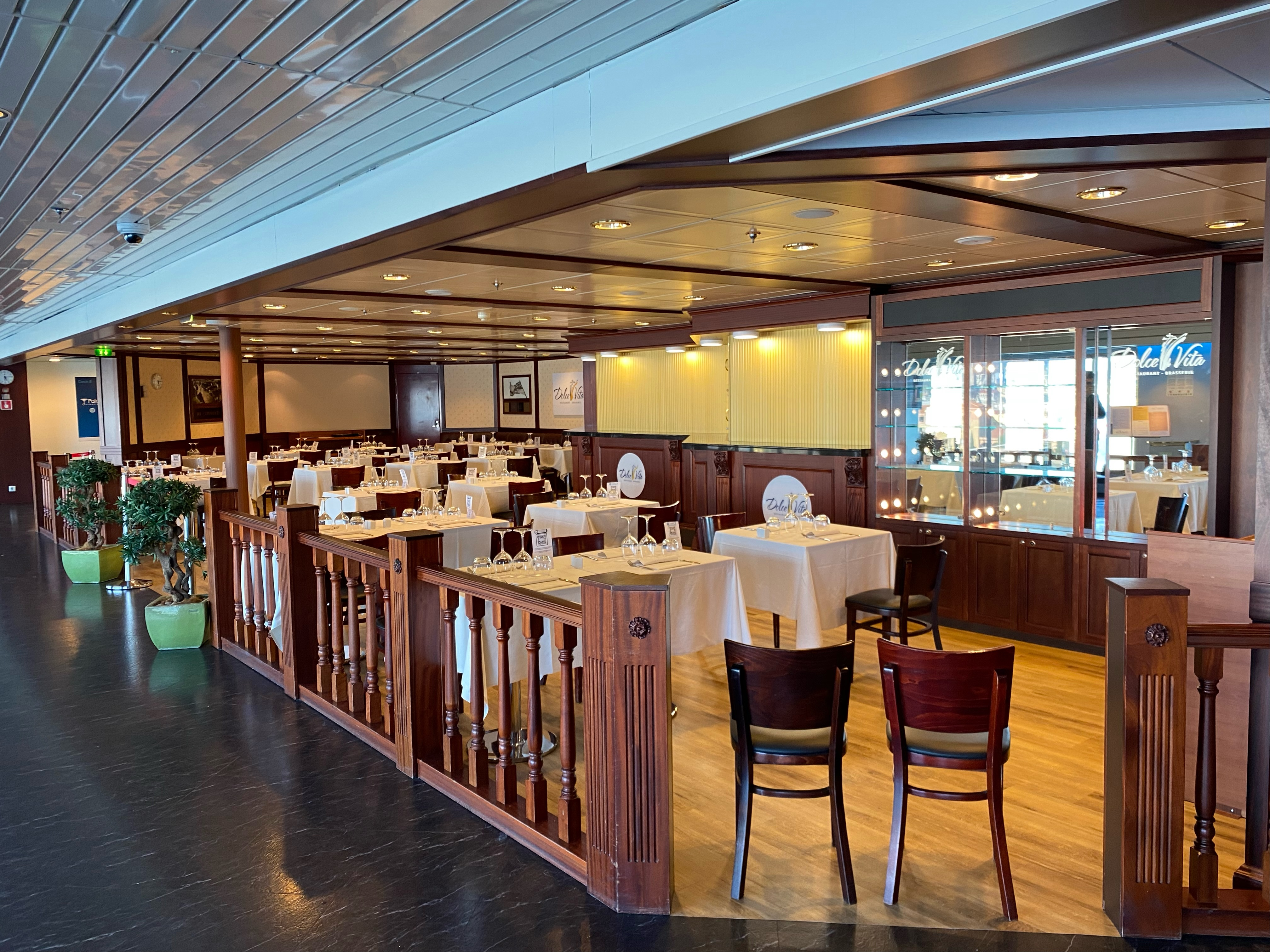
Restaurant Dolce Vita
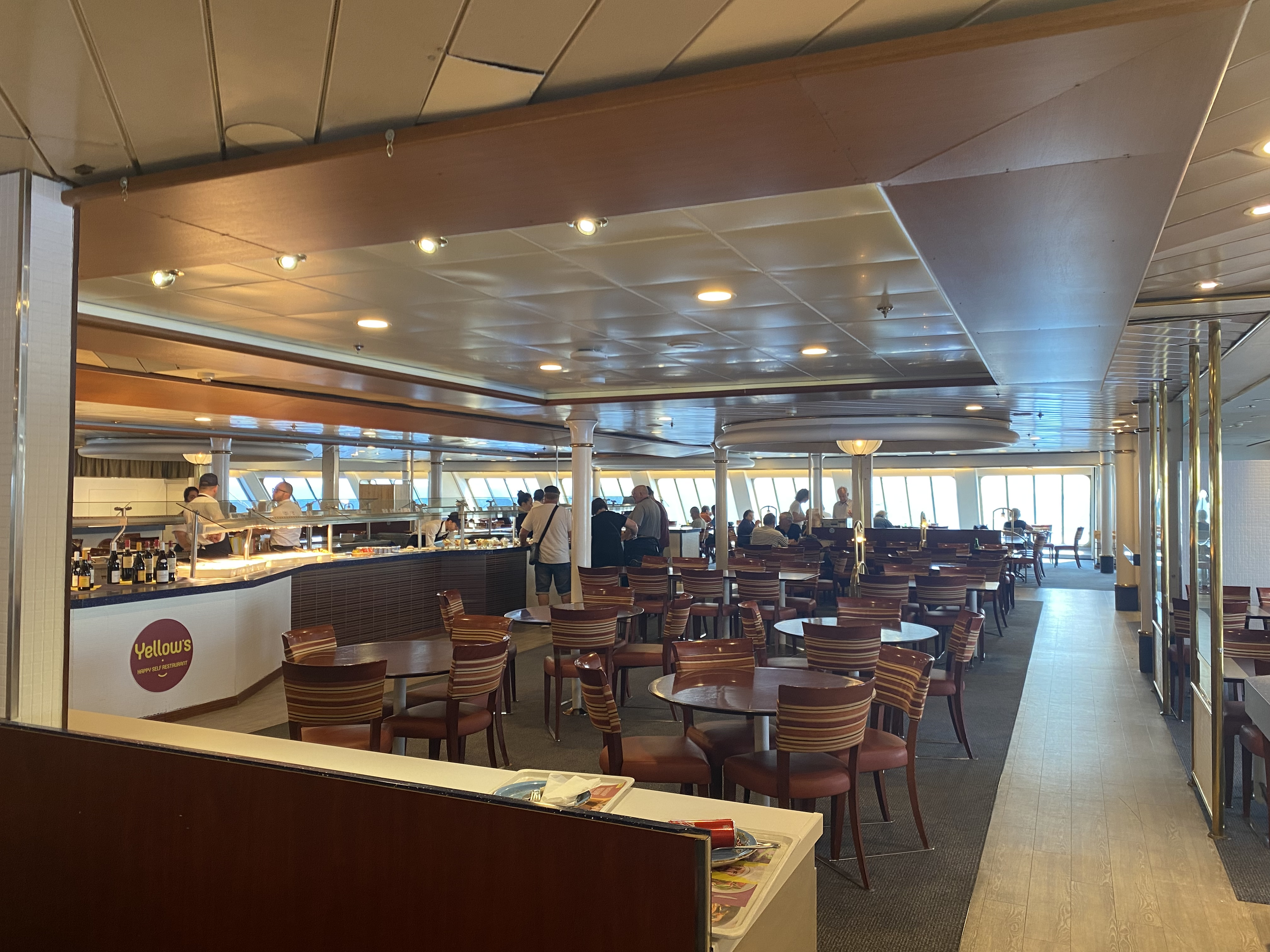
Restaurant self-service Yellow's, à l'avant du pont 8
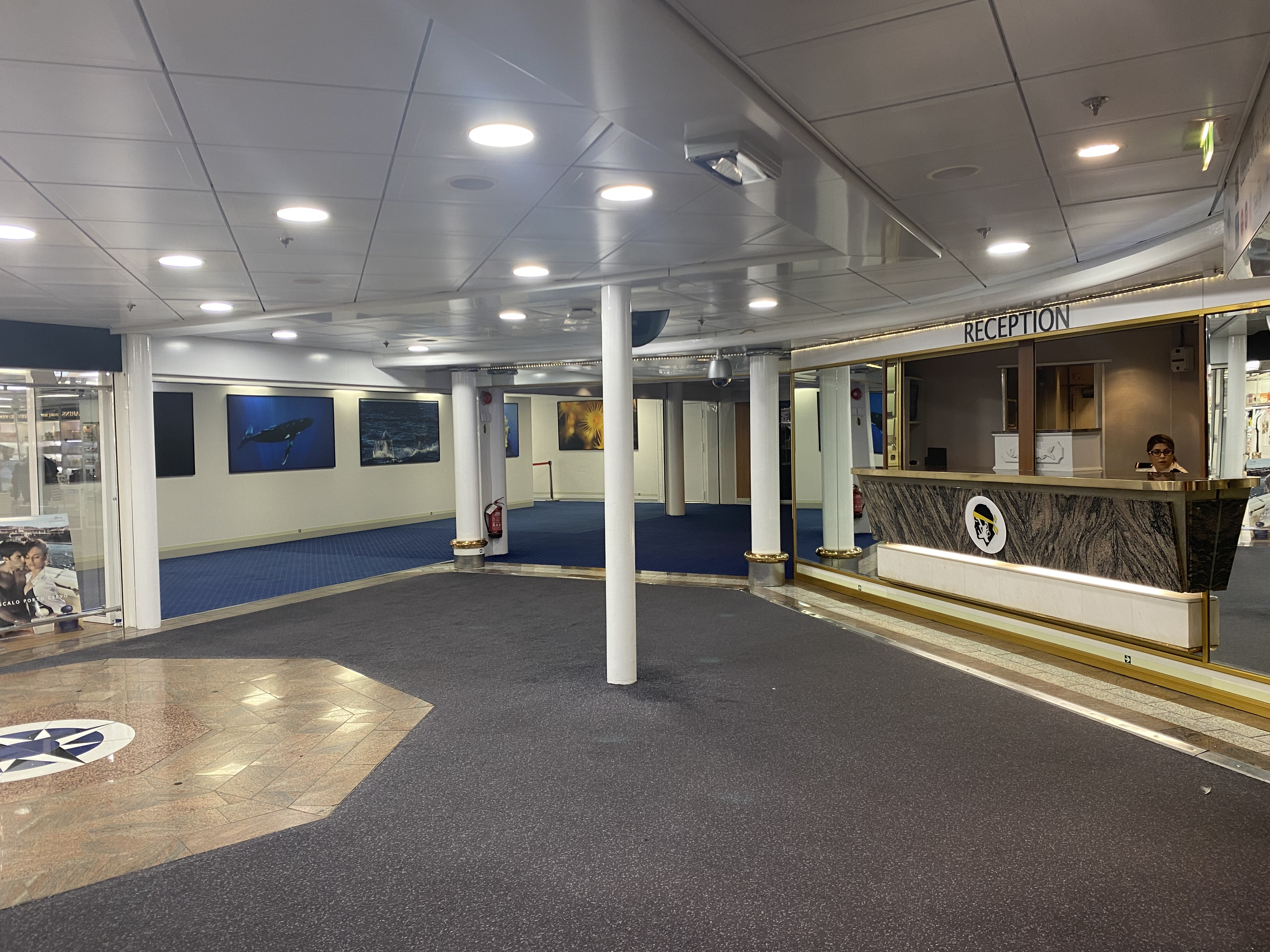
Recéption sur le pont 7
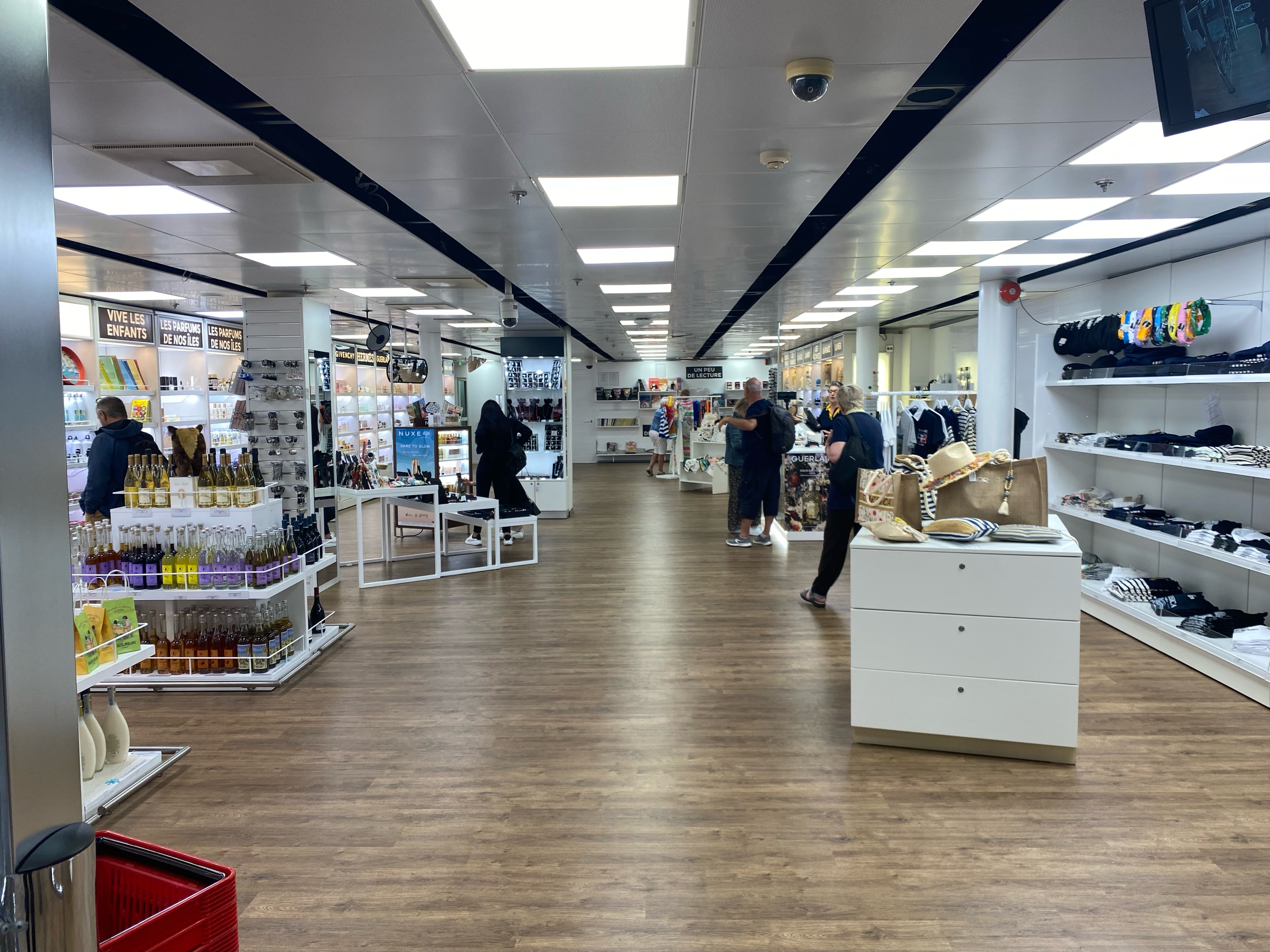
Boutique du bord

### Cabines
Le Mega Victoria possède 460 cabines situées majoritairement sur le pont 6 ainsi que sur une partie des ponts 5, 7 et 9. Les cabines standards, internes ou externes, sont équipées de deux à quatre couchettes ainsi que de la télévision et de sanitaires comprenant douche, WC et lavabo. Certaines d'entre elles disposent d'un grand lit à deux places. Le navire propose également des suites. Des cabines accessibles aux personnes à mobilité réduite ou aux animaux sont également présentes. À l'époque où le navire servait en mer Baltique, des cabines étaient aussi situées sur le pont 2 en dessous des garages, elles ne sont toutefois plus proposées à la vente depuis 2023.

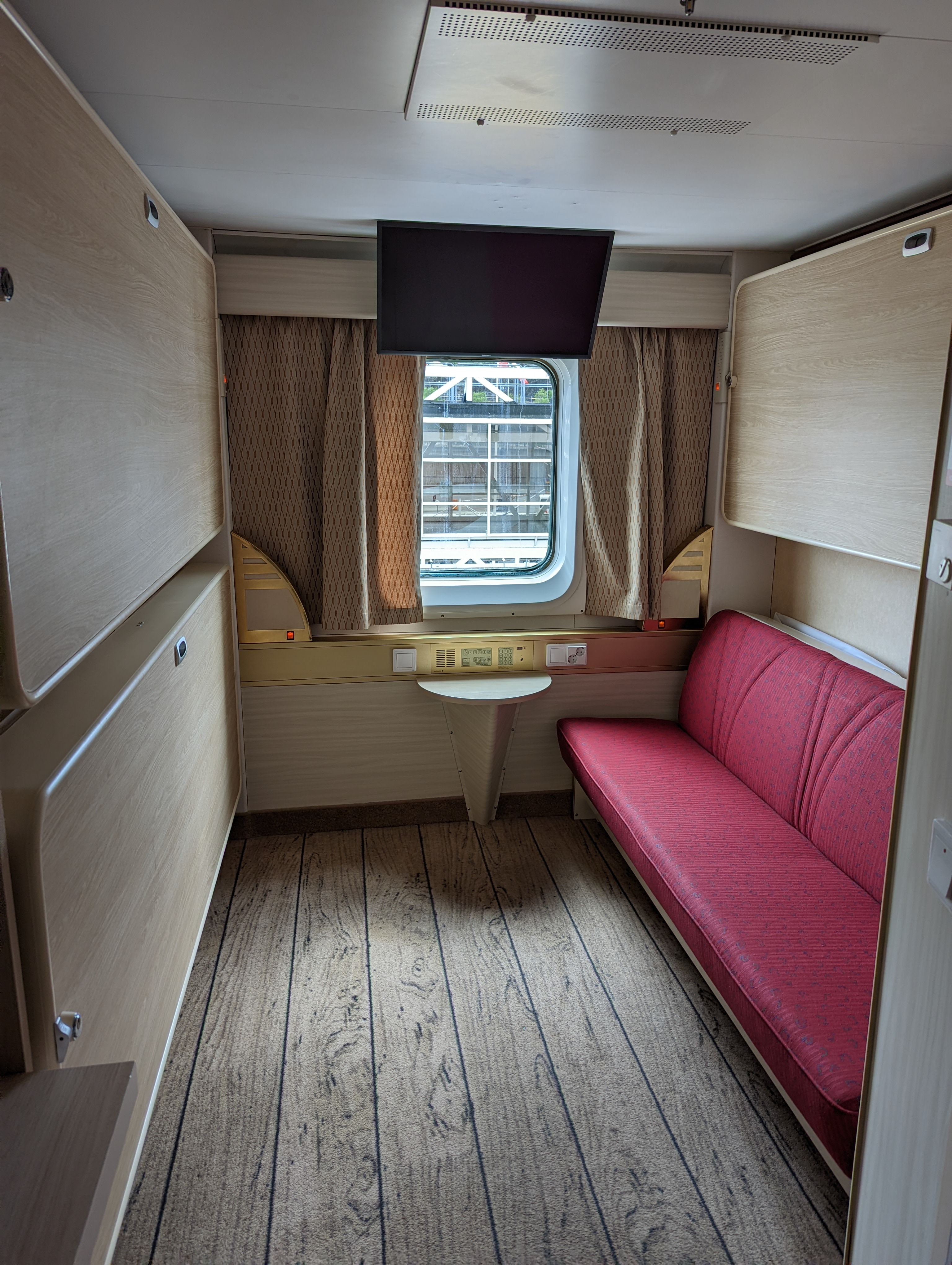
Cabine extérieure standard à quatre couchettes
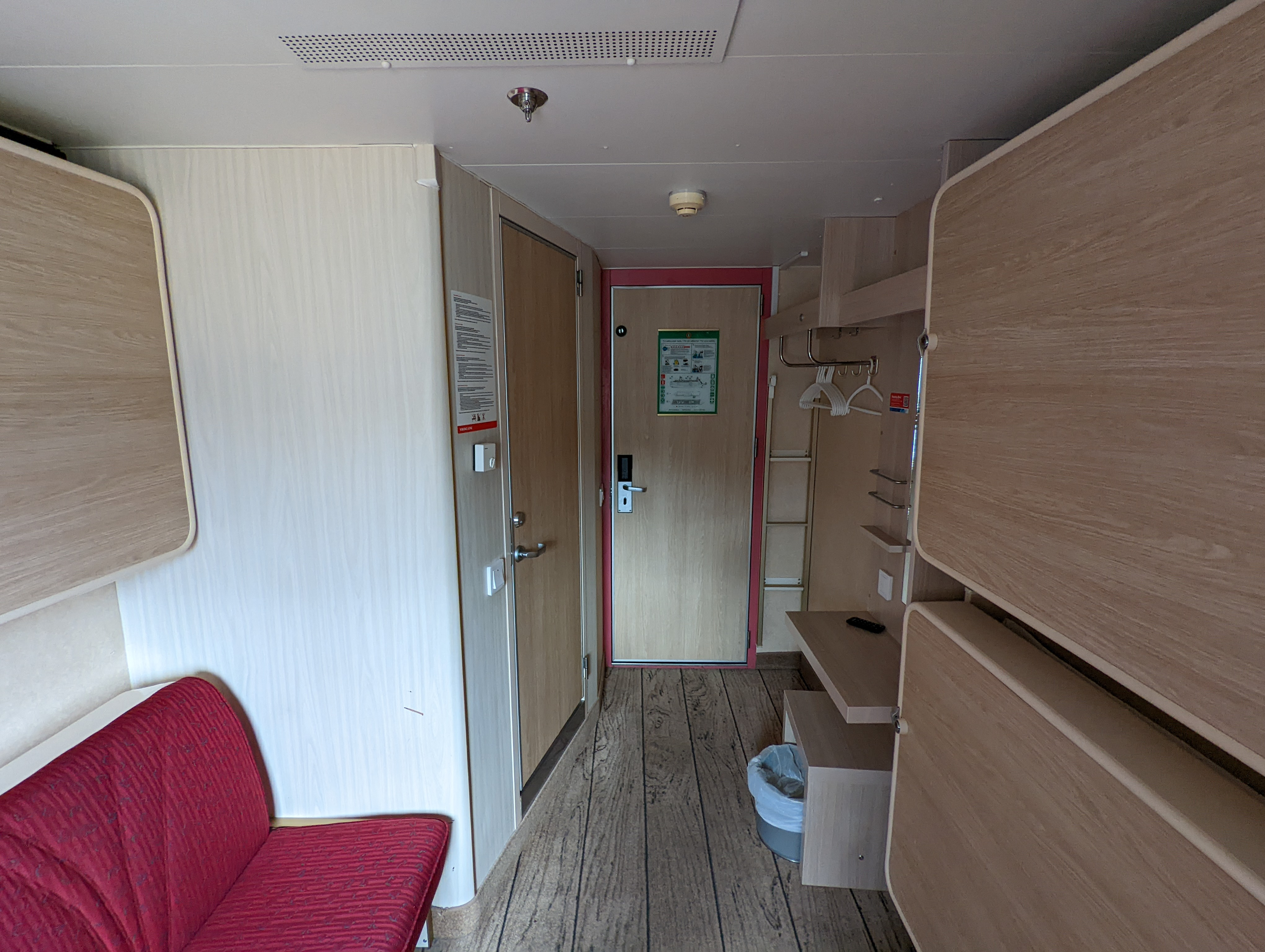
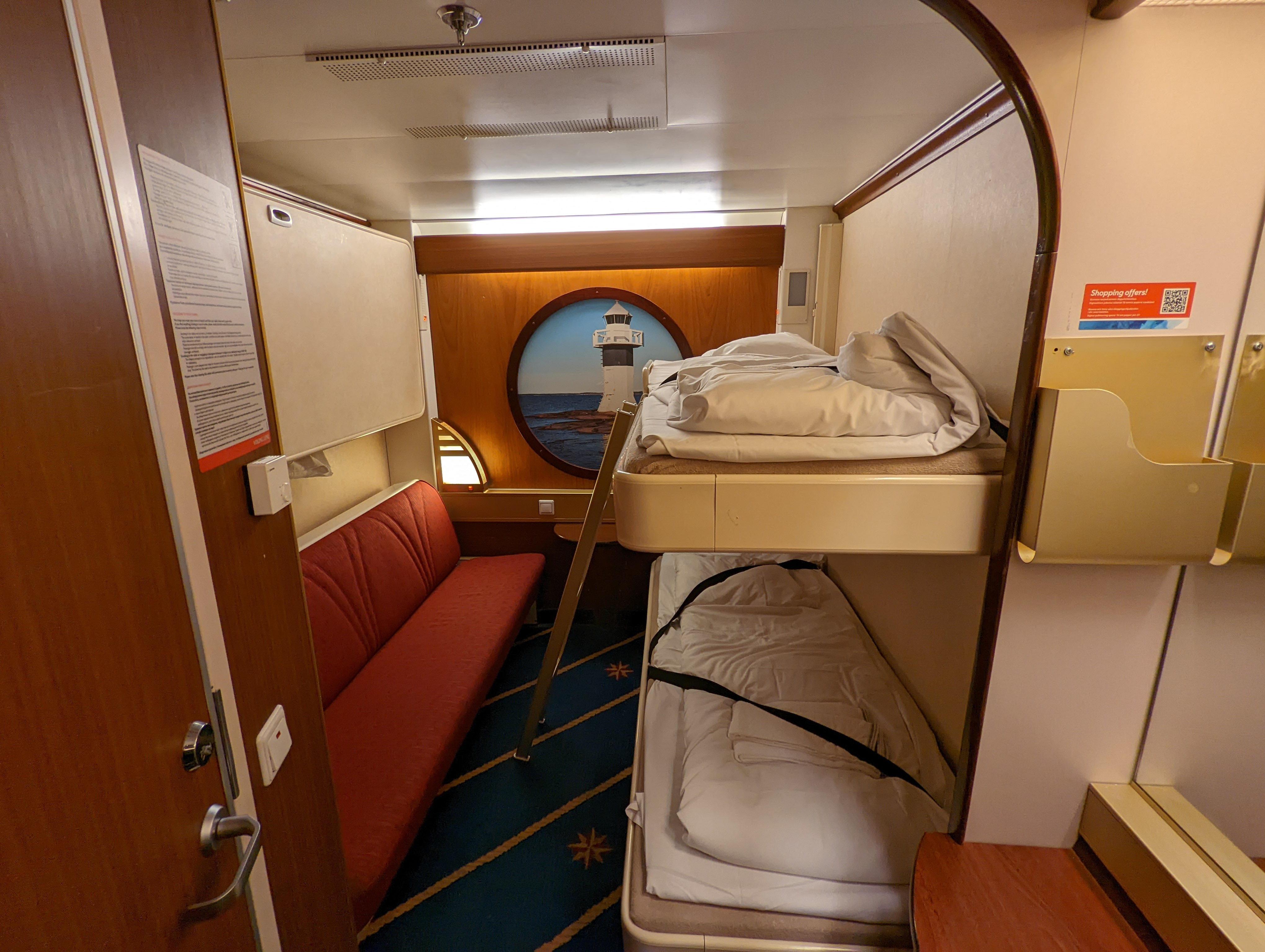
Cabine intérieure standard à quatre couchettes
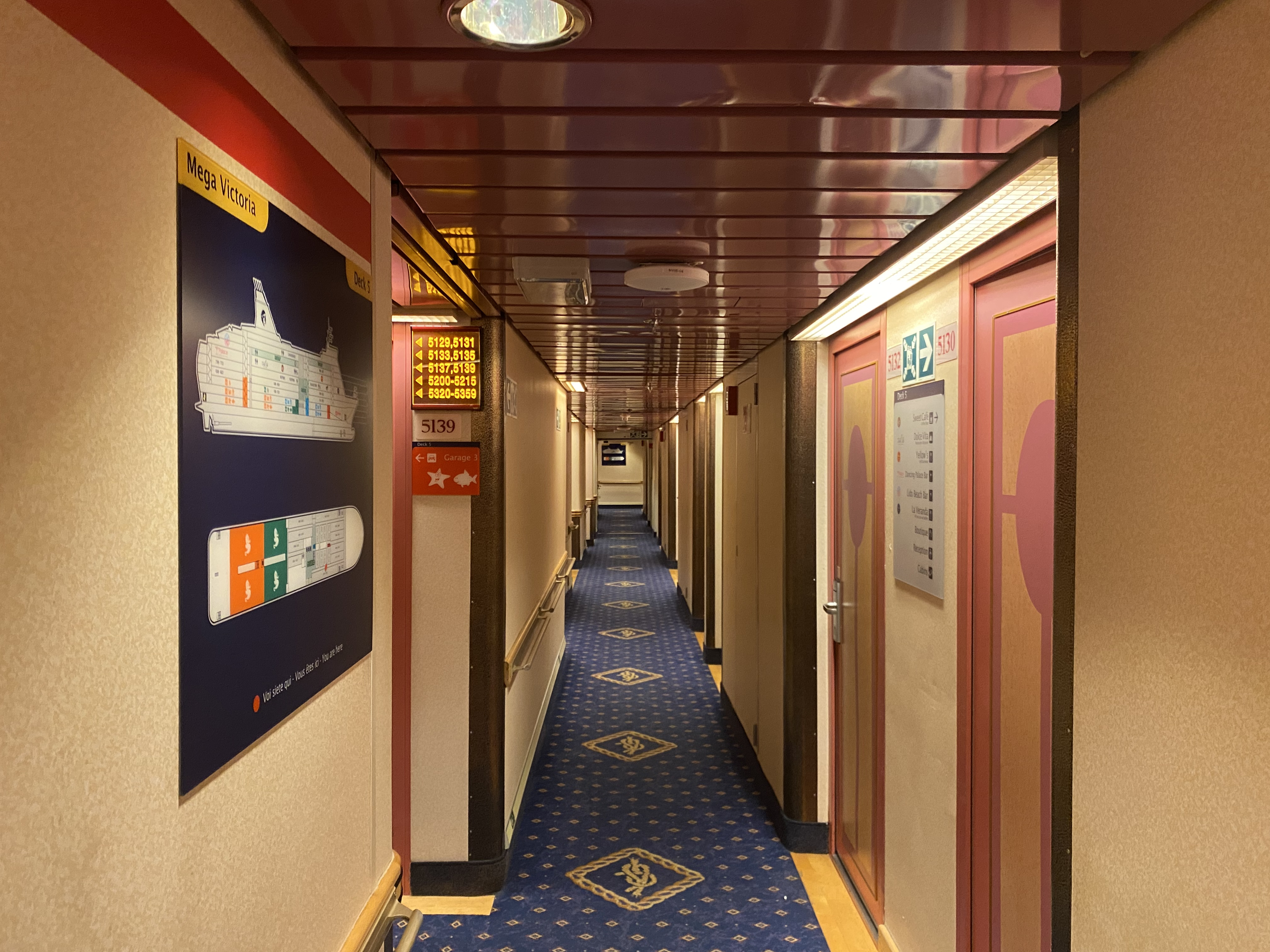
Coursive des cabines du pont 5

## Caractéristiques
Le Mega Victoria mesure 169,40 mètres de long pour 27,61 mètres de large et son tonnage est de 34 384 UMS. Sa capacité d'emport est de 2 420 passagers et son garage peut accueillir 450 véhicules répartis sur trois niveaux. Le garage est accessible par deux portes rampes situées à l'arrière et une porte rampe avant. La propulsion est assurée par quatre moteurs diesels Wärtsilä-Pielstick 12PC26V-400 développant une puissance de 24 000 kW entraînant deux hélices à pas variable faisant filer le bâtiment à une vitesse de 21,5 nœuds. Le Mega Victoria possède quatre embarcations de sauvetage fermées de grande taille, deux sont situées de chaque côté vers l'arrière du navire. Elles sont complétées par deux embarcations fermées de plus petite taille et un canot semi-rigide. En plus de ces principaux dispositifs, le navire dispose de plusieurs radeaux de sauvetage à coffre s'ouvrant automatiquement au contact de l'eau. Le navire est doté de deux propulseurs d'étrave facilitant les manœuvres d'accostage et d'appareillage ainsi que de stabilisateurs anti-roulis. Il est également équipé d'une coque brise-glace classée 1 A Super. Par rapport à son sister-ship, le Mega Victoria est celui ayant connu le moins de modifications extérieures depuis sa mise en service, hormis son changement de livrée à l'occasion de son rachat par Corsica Ferries en 2022.

## Lignes desservies
De 1988 à 2022, l‘Amorella naviguait pour le compte de Viking Line sur les liaisons entre la Finlande, les îles Åland et la Suède. Pendant 33 ans, d'octobre 1988 à mars 2022, le navire était employé sur la ligne Turku - Mariehamn - Stockholm en traversée de nuit mais aussi en traversée de jour et était parfois affecté à la liaison entre Helsinki et Stockholm en remplacement des autres navires de la flotte. Le cruise-ferry a ensuite terminé sa carrière en mer Baltique en desservant la liaison régulière entre Helsinki, Mariehamn et Stockholm en voyage de nuit du 1er avril au 17 septembre 2022. Durant l'été 2022, l'itinéraire du navire a même été prolongé jusqu'à Tallinn.
Depuis mai 2023, le navire est désormais employé sur les lignes du groupe Corsica Ferries vers la Corse, principalement depuis l'Italie entre Savone et Bastia mais aussi au départ de Nice vers Bastia et L'Île-Rousse. Il effectue également des rotations occasionnelles au départ de Toulon vers Ajaccio, Bastia, Porto-Vecchio ainsi que Porto Torres en Sardaigne et Alcúdia à Majorque.